# Albiert Saritow
Albiert Ramazanowicz Saritow (ros. Альберт Рамазанович Саритов; ur. 8 lipca 1985) – rosyjski, a od 2016 roku rumuński zapaśnik czeczeńskiego pochodzenia, startujący w stylu wolnym. Brązowy medalista igrzysk olimpijskich w Rio de Janeiro 2016 w kategorii 97 kg i czternasty w Tokio 2020 w wadze 97 kg.
Trzeci na mistrzostwach świata w 2011. Wicemistrz Europy w 2020. Pierwszy w Pucharze Świata w 2006 i szósty w 2011. Triumfator igrzysk wojskowych w 2007. Mistrz Rosji w 2011, drugi w 2009 i 2012, a trzeci w 2008 roku.